# Love Affair (1994)
Love Affair is een Amerikaanse romantische dramafilm uit 1994 geregisseerd door Glenn Gordon Caron en geproduceerd door Warren Beatty. Het is een remake van de gelijknamige film uit 1939.

## Verhaal
Voormalig American footballspeler Mike Gambril is nu sportpresentator op een televisiezender en is verloofd met Lynn Weaver. Zangeres Terry McKay is verloofd met Ken Allen.
Mike en Terry zitten op een vliegtuig dat een noodlanding moet maken op een atol. Samen met de andere passagiers wachten ze op hulp van nabijgelegen schepen. Zo komen Mike en Terry op een Russisch cruiseschip terecht. Tijdens een feestje met de bemanning, waar overvloedig alchohol wordt gedronken, raken Mike en Terry bijna intiem, maar zij verandert van gedachte.
Het cruiseschip meert aan in de haven van Moorea. Mike neemt Terry mee op bezoek naar zijn tante Ginny die op dat eiland woont. Daar leert Terry een andere kant van Mike kennen wat haar interesse in hem doet terugkeren.  Bedoeling was om op dat eiland het vliegtuig te nemen, maar ze beslissen de tocht voort te zetten met het cruiseschip waar ze hun romance verderzetten.
Op de eindlocatie van het cruiseschip nemen ze het vliegtuig naar New York. Ze beslissen om elkaar binnen drie maanden terug te zien op het dak van het Empire State Building. Tijdens die drie maanden moeten ze beslissen of ze kiezen voor elkaar of voor hun huidige partners.
Drie maanden later is Terry op weg naar het Empire State Building, maar wordt onderweg aangereden door een auto en verwond overgebracht naar het ziekenhuis. Mike is op de afspraak, maar omdat Terry niet opdaagt besluit hij dat ze geen interesse in hem heeft.
Door het ongeval is Terry verlamd in haar benen. Daarom neemt ze geen contact op met Mike. Ze vindt een job als muzieklerares in een kleine basisschool. Mike zoekt ook ander werk: hij wordt coach in het sportteam van een middelbare school en in zijn vrije tijd schildert hij. Het eerste schilderij is een portret van Terry op Moorea. 
Zes maanden later zien ze elkaar bij toeval op een concert van Ray Charles en knikken vanop afstand naar elkaar. Mike merkt haar verlamming niet op omdat de rolstoel vanuit zijn ooghoek onzichtbaar is.
Tijdens de kerstperiode bezoekt Mike Terry. Zij ontwijkt het onderwerp waarom ze niet is komen opdagen. Mike vertelt over het portret dat hij gemaakt heeft, dat het in een restaurant heeft gehangen en dat het onlangs werd gekocht door een vrouw in rolstoel. Dan beseft hij dat Terry al die tijd niet bewoog. Hij doorzoekt de woning en vindt het schilderij in de slaapkamer. Dan beseft hij de reden waarom Terry niet opdaagde op het Empire State Building.

## Rolverdeling
| Acteur                     | Personage          |
| -------------------------- | ------------------ |
| Warren Beatty              | Mike Gambril       |
| Annette Bening             | Terry McKay        |
| Katharine Hepburn          | Ginny              |
| Garry Shandling            | Kip DeMay          |
| Chloe Webb                 | Tina Wilson        |
| Pierce Brosnan             | Ken Allen          |
| Kate Capshaw               | Lynn Weaver        |
| Harold Ramis               | Sheldon Blumenthal |
| Carey Lowell               | Martha             |
| Ray Charles                | zichzelf           |
| Linda Wallem               | Lorraine           |
| Cylk Cozart                | Dr. Punch          |
| Meagen Fay                 | vliegtuigpassagier |
| Ray Girardin               | Wally Tripp        |
| John Hostetter             | Ben                |
| Elya Baskin                | kapitein           |
| Savely Kramarov            | officier           |
| Oleg Vidov                 | Russisch zakenman  |
| Herman Sinitzyn            | Russische ober     |
| Taylor Dayne               | Marissa            |
| Ryk O. aka Dick Ochampaugh | matroos            |

## Nominaties
| Westrijd                     | Categorie                                                        | Ontvanger(s)   | Resultaat   | Ref.  |
| ---------------------------- | ---------------------------------------------------------------- | -------------- | ----------- | ----- |
| Golden Raspberry Awards 1994 | Worst Remake or Sequel                                           | Warren Beaty   | Genomineerd | [ 6 ] |
| ASC Award                    | Outstanding Achievement in Cinematography in Theatrical Releases | Conrad L. Hall | Genomineerd | [ 7 ] |